# 李广涛 (政治人物)
李广涛（1914年7月—2017年5月22日），曾用名李霁明，安徽省合肥市人，中华人民共和国政治人物。

## 生平
1936年，在安徽省巢县黄麓师范附小教书，参加救国会；1937年6月至8月，在上海参加救国会暑期讲习会。1937年8月，任宣城县中学教务员。1937年9月至1938年1月，在延安陕北公学四队学习。1938年1月至8月，参加汉口中国青年救亡协会宣传团工作，3月，加入中国共产党。1938年7月至9月，由中共中央长江局派往长沙做地下工作。1938年9月起，历任中共新蔡县委书记、豫皖苏区党委组织科长、永城县委书记、泗县县委书记、淮阴县委书记。
1949年1月起，历任合肥市军管会秘书长，市委副书记、书记。1951年1月至1954年1月，任安徽医学院党委书记。1954年1月至1956年9月，先后任安徽省委宣传部副部长、省人民委员会副秘书长。1956年9月至1957年10月，在中央党校学习。1957年11月至1981年2月，历任西安医学院党委书记，江苏省卫生厅副厅长；安徽医学院党委书记、院长，皖南医学院党委书记，省体委主任，省委文教部部长。1981年2月至1982年12月，任安徽省人大常委会副主任、省地方志编纂委员会副主任。1982年12月，离休。2017年5月22日，在合肥逝世，享年104岁。